# Tour Avvoltore
La tour Avvoltore (en italien : Torre dell'Avvoltore), est une tour côtière située dans la commune de Monte Argentario, (province de Grosseto), en Toscane, Son emplacement se trouve à l'extrémité sud-est du promontoire de l'Argentario, au sud de Porto Ercole.

## Historique
La tour a été construite par les Aldobrandeschi à l'époque médiévale comme point de vue stratégique vers le sud ; par la suite, elle fut intégrée à la république de Sienne, continuant à exercer ses fonctions initiales. Ce sont les Siennois qui reconstruisirent entièrement la structure défensive en 1459, lui donnant son aspect fortifié actuel.
Dès la seconde moitié du XVIe siècle, la tour devient l'un des points de référence du système de défense de l'État des Présides ; en 1566, les Espagnols ont réalisé une série de travaux de réaménagement et de renforcement du complexe, pour mieux l'intégrer dans le dispositif défensif côtier plus fonctionnel et moderne, au sein duquel il remplissait des fonctions efficaces d'observation et de signalisation, pouvant communiquer visuellement avec le fort Stella à l'est (Torre dell'Acqua était déjà abandonné) et avec la tour Ciana à l'ouest.
La tour fut progressivement abandonnée à partir de la première moitié du XIXe siècle, après l'annexion de Monte Argentario au grand-duché de Toscane ; Cependant, sa fermeture définitive et sa vente à des particuliers ont eu lieu après l'unification de l'Italie.
Les restaurations réalisées au cours du siècle dernier ont permis de conserver entièrement l'ancienne fortification côtière.

## Description
La tour Avvoltore se présente comme une structure puissante de plan quadrangulaire, avec une imposante base à escarpement cordé qui présente globalement un volume pyramidal tronqué sur lequel repose la partie supérieure du bâtiment turriforme.
La porte d'accès s'ouvre sur la mezzanine, en position d'angle droit, sur un des côtés tournés vers le sol ; on y accède par un escalier extérieur, équipé à l'origine d'un pont-levis terminal qui a ensuite été remplacé par un pont fixe en bois.
Les murs extérieurs alternent certaines parties recouvertes de pierre et d'autres en plâtre blanchi à la chaux ; une série de fentes et quelques petites fenêtres quadrangulaires s'ouvrent à différentes hauteurs, bien que correspondant globalement extérieurement aux niveaux respectifs dans lesquels le complexe est divisé. La partie supérieure n'a pas de couronnement au sommet, bien que deux encorbellements saillants soient visibles qui affectent respectivement les côtés est et sud.
La tour est entourée dans son ensemble d'une série de courtines hautes et épaisses, également équipées de fentes, qui garantissaient un dispositif de sécurité supplémentaire à la structure défensive, en la délimitant sur les trois côtés tournés vers le sol. Entre les courtines de la forteresse extérieure et le bâtiment à tourelles se trouve une annexe, actuellement à usage résidentiel, qui dans le passé était également utilisée à des fins militaires. La forteresse de protection extérieure remonte aux interventions de réaménagement réalisées par les Espagnols dans la seconde moitié du XVIe siècle.